# 2009 au Kosovo
Cet article présente les faits marquants de l'année 2009 au Kosovo.

## Évènements

### Janvier
- Samedi 3 janvier 2009 : dans la nuit de vendredi à samedi, deux explosions et de violentes manifestations ont ébranlé la ville de Mitrovica. La première détonation a détruit sept voitures près d'un bar de la partie à majorité serbe de la ville ce qui a déclenché la colère des Serbes qui ont alors incendié deux commerces albanais à Bosnjacka Mahala, quartier à majorité albanaise situé dans la partie serbe de Mitrovica. Alors que les pompiers venaient éteindre les flammes, un engin explosif a détoné, « Six personnes, dont trois pompiers, ont été emmenées à l'hôpital pour y être soignées ».

- Mercredi 14 janvier 2009 : selon le chef du bureau de liaison de la Commission européenne à Pristina, l'Union européenne fournira une aide financière de 130 millions d'euros au Kosovo en 2009, notamment pour le territoire s'engage dans une accélération des réformes et la transformation de ses institutions, « ce qui place le Kosovo parmi les pays bénéficiant de l'aide européenne la plus importante par tête d'habitant ». L'envoyé de l'UE au Kosovo, Pieter Feith, estime que les principaux défis auxquels le Kosovo est confronté sont la stabilité, les réformes et la réconciliation entre communautés, souhaitant que les diverses priorités soient l'éducation, le retour des personnes déplacées par le conflit ayant conduit à l'indépendance, ou la protection de l'héritage culturel et religieux. Le Kosovo indépendant est désormais reconnu par 53 pays, dont les États-Unis et une partie des pays de l'UE. Une Mission européenne de justice et de police (Eulex) est opérationnelle depuis début décembre 2008 prenant le relais de la Mission de l'ONU au Kosovo (Minuk) qui administrait ce territoire depuis la fin du conflit entre forces serbes et séparatistes kosovars en 1999.

### Février
- Jeudi 5 février 2009 : les eurodéputés votent par 281 voix contre 229, une résolution non contraignante demandant aux pays de l'UE qui ne l'ont pas encore fait de reconnaître l'indépendance du Kosovo. Sur les 27 États membres, 22 l'ont déjà fait mais Chypre, l'Espagne, la Grèce, la Slovaquie et la Roumanie s'y refusent, par solidarité avec la Serbie ou en raison du refus de créer un précédent alors qu'il y a des risques de sécession chez eux[1].

### Mars
- Lundi 23 mars 2009 : le président serbe Boris Tadic appelle à l'ONU, les pays n'ayant pas reconnu l'indépendance du Kosovo à rester sur cette position tant que la Cour de justice internationale (CIJ) ne s'est pas prononcée sur la légalité de cette indépendance. Le Kosovo a proclamé unilatéralement, le 17 février 2008, son indépendance, qui a été reconnue par 56 pays dont les États-Unis et la plupart des membres de l'Union européenne (UE). D'autre part il estime que le nombre de Kosovars serbes et d'autres membres de minorités non albanaises revenant y vivre après avoir fui était « infinitésimal » : « Encore aujourd'hui, les Serbes du Kosovo n'ont ni sécurité, ni liberté de mouvement, ni état de droit, ni eau ou électricité […] La Serbie, ainsi que certains membres de l'Union européenne, sont confrontés à de graves problèmes découlant des activités de la mafia albanaise au Kosovo, spécialisée dans les trafics de drogue, d'êtres humains et d'armes »[2].

### Avril
- Lundi 13 avril 2009 : le ministre serbe des Affaires étrangères, Vuk Jeremic, annonce que la Serbie est prête à présenter son dossier « sur plus de 300 pages » sur le Kosovo à la Cour internationale de justice (CIJ) de La Haye dès la « semaine prochaine ». Le Kosovo qui a proclamé son indépendance en février 2008 a été reconnu à ce jour par 57 États, dont les États-Unis et la plupart des pays de l'Union européenne. La Serbie, soutenue par son puissant allié, la Russie, dans les enceintes internationales, ne reconnaît pas cette indépendance et considère le Kosovo comme sa province méridionale.

- Jeudi 23 avril 2009 : le tribunal serbe chargé de juger les crimes de guerre condamne, au terme d'un procès qui a duré trois ans, 4 anciens policiers serbes à des peines allant de 20, 15 et 13 ans de prison pour leur implication dans le massacre de 48 Albanais dans le village de Suva Reka au Kosovo en mars 1999. 3 autres accusés ont été déclarés non coupables. Cette tuerie est considérée comme le pire massacre de la guerre du Kosovo. Parmi les victimes figuraient 14 enfants, deux nourrissons, une femme enceinte et une centenaire.

### Mai
- Lundi 11 mai 2009 : échauffourée entre les habitants du village serbe de Ranilug et la police kosovare. 26 personnes sont blessées dont 21 policiers. Quelque 300 Serbes bloquaient la route pour protester contre la Compagnie de distribution d'énergie électrique du Kosovo (KEK) à propos de coupures de courant dont leur village fait couramment l'objet. La compagnie assure prendre cette mesure en réponse au refus de ces villageois de payer leurs factures car affirmant que la KEK représente l'État indépendant du Kosovo qu'ils ne reconnaissent pas[3].

### Juin
- Jeudi 4 juin 2009 : le Premier ministre, Hashim Thaci, annonce que le Kosovo est désormais admis comme membre de la Banque mondiale et « dans quelques jours, une délégation officielle partirait pour Washington pour signer l'accord d'admission au FMI et à la Banque mondiale ». Début mai, le FMI avait annoncé l'admission du Kosovo comme son 186e membre.

- Lundi 8 juin 2009 : le commandant en chef de l'OTAN en Europe recommande une réduction d'un tiers des 15 000 soldats installés au Kosovo.

- Vendredi 12 juin 2009 : trois Serbes ont été arrêtés au Kosovo, car soupçonnés d'avoir tenté d'obtenir, par de l'argent, de faux témoignages dans l'affaire des trafics présumés d'organes par des maquisards kosovars lors du conflit de 1999. L'affaire des trafics présumés d'organes pendant et juste après la guerre du Kosovo est évoquée de façon récurrente dans les Balkans. L'ancienne Procureure du Tribunal pénal international (TPI) pour l'ex-Yougoslavie, Carla Del Ponte, se référant à des sources journalistiques, a évoqué  dans un livre publié l'année dernière, un trafic d'organes qui auraient été prélevés sur quelque 300 prisonniers, notamment serbes, enlevés au Kosovo et acheminés vers l'Albanie pendant l'été 1999, juste après la guerre, par des maquisards kosovars[4].

- Mercredi 17 juin 2009 : l'OTAN annonce la réduction de 14 000 à 2 500 du nombre de ses Casques bleus au Kosovo d'ici deux ans, dont 10 000 d'ici le début de l'année prochaine, estimant que la situation dans le pays ne justifiait plus un tel déploiement : « Les problèmes qui existent au Kosovo ne sont plus de nature militaire, ils sont principalement gérés par les forces de l'ordre et la justice ». La force de police multiethnique de Kosovo est aidée dans sa mission par un contingent de 2 500 policiers et auxiliaires de justice de l'Union européenne.

- Mardi 23 juin 2009 : l'ex-premier ministre du Kosovo, Agim Ceku, recherché par l'Interpol, a été arrêté à la frontière bulgaro-macédonienne, à Guechevo, par les autorités bulgares agissant sur un mandat international délivré par la Serbie. Agim Ceku était recherché pour des crimes de guerre commis dans le conflit de 1998-1999 dans l'ex-province serbe du Kosovo alors que Ceku était le chef militaire de l'Armée de Libération du Kosovo composée d'albanophones.

- Lundi 29 juin 2009 : le Kosovo devient officiellement le 186e membre du Fonds monétaire international et de la Banque mondiale, un peu plus d'un an après s'être déclaré unilatéralement indépendant. Le président Fatmir Sejdiu et le premier ministre Hashim Thaci ont signé l'accord d'adhésion lors d'une cérémonie au département d’État américain à Washington, ville où siègent ces deux institutions multilatérales jumelles. À ce jour, 60 pays l'ont reconnu dont l'Union européenne.

### Juillet
- Samedi 11 juillet 2009 : la République dominicaine est le 62e pays à reconnaître le Kosovo depuis la proclamation de son indépendance le 17 février 2008.

- Lundi 13 juillet 2009 : un Kosovar de 36 ans, Muharem Gashi, recherché pour crimes de guerre par la justice serbe pour crimes de guerre perpétrés au Kosovo contre des civils serbes, a été arrêté près de Rimini. Chauffeur de poids lourds, il vivait à Bellaria comme réfugié politique. À Pristina, le président Fatmir Sejdiu a déclaré : « Interpol et Europol devraient vider leurs tiroirs des requêtes folles de la Serbie de poursuivre les citoyens de la République du Kosovo ».

- Mardi 14 juillet 2009 : le Haut représentant pour la politique étrangère de l'Union européenne Javier Solana, en visite à Pristina, estime que des « progrès énormes » avaient été réalisés au Kosovo depuis que ce territoire a proclamé en février 2008 son indépendance de la Serbie; indépendance reconnue par 62 pays.